# キルラルス (小惑星)
キルラルス (52975 Cyllarus) は、1998年2月27日にニコル・ダンツルがアリゾナ州のキットピーク天文台で発見した小惑星である。名前は、ギリシア神話に登場するケンタウロスのキュラロスに由来する。
2009年11月、マイケル・ブラウンのチームは、W・M・ケック天文台の望遠鏡を用いて、キルラルスのスペクトルを取得し、これを「カイパーベルト天体で最も暗いスペクトルの記録」とした。
キルラルスは、1989年9月に近点の位置に来た。